# مدیسون (کالیفرنیا)
مدیسون (به انگلیسی: Madison) یک منطقهٔ مسکونی در ایالات متحده آمریکا است که در شهرستان یولو، کالیفرنیا واقع شده‌است. مدیسون ۴٫۰۰۷ کیلومتر مربع مساحت و ۵۰۳ نفر جمعیت دارد و ۴۶ متر بالاتر از سطح دریا واقع شده‌است.